# Confissão sobre a Santa Ceia de Cristo
Confissão Sobre a Santa Ceia de Cristo (em alemão:  Vom Abendmahl Christi, Bekenntnis) ou Confissão sobre a Ceia do Senhor é um tratado teológico escrito por Martinho Lutero em 1528 afirmando a real presença do Corpo e Sangue de Cristo na Ceia do Senhor e definindo a posição de Lutero sobre a união sacramental na disputa com os sacramentários. Notável entre os teólogos que responderam a este tratado são Ulrico Zuínglio e Johannes Oecolampadius. Lutero também discutiu a visão de John Wycliffe neste documento. A terceira parte da obra é uma concisa confissão de fé de Lutero.